# اوبرفیشتاخ
شهر اوبرفیشتال (به آلمانی: Oberviechtach) در ایالت بایرن در کشور آلمان واقع شده‌است.